# 黎巴嫩 (電影)
《黎巴嫩》（希伯來語：‎）是2009年由以色列導演山謬·毛茲所執導的首部電影，並獲得威尼斯影展金獅獎，是第一部獲得該獎項的以色列電影。劇本是根據導演年輕時參與第五次中東戰爭時的經驗所啟發的，全片視角侷限在一個坦克車內，塑造封閉緊張的戰場氣氛，外國媒體認為它帶有強烈的反戰思想，在以國也引起許多爭議，不過該片在以色列奧斯卡獎一共入圍了十個獎項。

## 外部連結
- 互联网电影数据库（IMDb）上《黎巴嫩》的资料（英文）
- 豆瓣电影上《黎巴嫩》的資料 （简体中文）
- 爛番茄上《黎巴嫩》的資料（英文）